# Porto Rico ai XIV Giochi olimpici invernali
Porto Rico partecipò ai XIV Giochi olimpici invernali, svoltisi a Sarajevo, Jugoslavia, dall'8 al 19 febbraio 1984, con una delegazione di 1 atleta impegnato in una disciplina.

## Delegazione
| Sport    | Uomini | Donne | Totale |
| -------- | ------ | ----- | ------ |
| Slittino | 1      | 0     | 1      |
| Totale   | 1      | 0     | 1      |

## Risultati

### Uomini

#### Singolo
| Atleta        | 1ª manche | 1ª manche | 2ª manche | 2ª manche | 3ª manche | 3ª manche | 4ª manche | 4ª manche | Totale   | Totale    |
| Atleta        | Tempo     | Posizione | Tempo     | Posizione | Tempo     | Posizione | Tempo     | Posizione | Tempo    | Posizione |
| ------------- | --------- | --------- | --------- | --------- | --------- | --------- | --------- | --------- | -------- | --------- |
| George Tucker | 53.962    | 31        | 52.907    | 31        | 53.271    | 31        | 52.873    | 30        | 3:33.013 | 30        |